# Засутово
Засутово (пол. Zasutowo) — село в Польщі, у гміні Некля Вжесінського повіту Великопольського воєводства.
Населення — 490 осіб (2011).
У 1975-1998 роках село належало до Познанського воєводства.

## Демографія
Демографічна структура станом на 31 березня 2011 року:
|          | Загалом | Допрацездатний вік | Працездатний вік | Постпрацездатний вік |
| -------- | ------- | ------------------ | ---------------- | -------------------- |
| Чоловіки | 232     | 50                 | 162              | 20                   |
| Жінки    | 258     | 59                 | 159              | 40                   |
| Разом    | 490     | 109                | 321              | 60                   |